# Emmanuel Blairy
Emmanuel Blairy, né le 14 mars 1986 à Lens (Pas-de-Calais), est un homme politique français.
Membre du Rassemblement national (RN), il est le suppléant de José Évrard, élu député lors des élections législatives de 2017 dans la 3e circonscription du Pas-de-Calais.
Devenu député à la suite de la mort de celui-ci, il se présente et l'emporte aux élections législatives de 2022, mais dans la 1re circonscription du Pas-de-Calais. Il est réélu lors des élections anticipées de 2024.

## Biographie

### Jeunesse et formation
Emmanuel Blairy naît le 14 mars 1986 à Lens. Ses parents sont employés par la commune, dont son oncle, Louis Blairy, est un temps conseiller municipal.

### Carrière professionnelle
À partir de 2006, il est fonctionnaire territorial de la communauté d'agglomération de Lens-Liévin.[réf. nécessaire]

### Parcours politique
En 2017, membre du Front national, il se présente comme suppléant de José Évrard, qui est élu député dans la troisième circonscription du Pas-de-Calais. À la suite de la mort de celui-ci, il devient parlementaire, siégeant à ce titre pendant cinq mois. Comme les autres élus du RN, il fait partie des non-inscrits à l'Assemblée nationale.
Il est candidat aux élections législatives de 2022, mais cette fois dans la première circonscription du Pas-de-Calais ; il est élu au second tour de scrutin avec 55,8 % des voix exprimées.
Il est réélu aux élections législatives anticipées de 2024 avec 54 % des suffrages au premier tour.